# Населення Есватіні
Населення Свазіленду. Чисельність населення країни 2015 року становила 1,435 млн осіб (155-те місце у світі). Оцінка кількості населення цієї держави враховує ефекти зайвої смертності через захворювання на СНІД. Чисельність свазілендців стабільно збільшується, народжуваність 2015 року становила 24,67 ‰ (55-те місце у світі), смертність — 13,56 ‰ (14-те місце у світі), природний приріст — 1,11 % (111-те місце у світі) . 

## Природний рух

### Відтворення
Народжуваність в Свазіленді, станом на 2015 рік, дорівнює 24,67 ‰ (55-те місце у світі). Коефіцієнт потенційної народжуваності 2015 року становив 2,8 дитини на одну жінку (63-тє місце у світі). Рівень застосування контрацепції 65,2 % (станом на 2010 рік). Середній вік матері при народженні першої дитини становив 19,8 року, медіанний вік для жінок — 20—24 роки (оцінка на 2007 рік).
Смертність в Свазіленді 2015 року становила 13,56 ‰ (14-те місце у світі).
Природний приріст населення в країні 2015 року становив 1,11 % (111-те місце у світі).

### Вікова структура

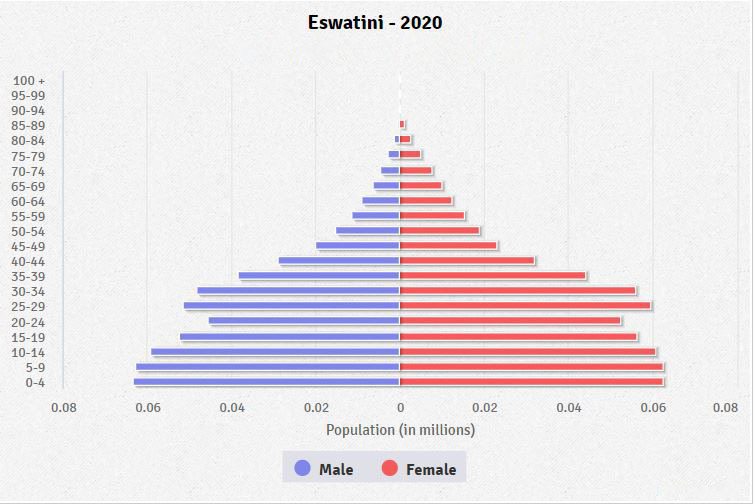
Віково-статева піраміда населення Свазіленду, 2020 рік

Середній вік населення Свазіленду становить 21,4 року (183-тє місце у світі): для чоловіків — 21,2, для жінок — 21,7 року. Очікувана середня тривалість життя 2015 року становила 51,05 року (221-ше місце у світі), для чоловіків — 51,6 року, для жінок — 50,5 року.
Вікова структура населення Свазіленду, станом на 2015 рік, мала такий вигляд:
- діти віком до 14 років — 35,99 % (261 213 чоловіків, 255 489 жінок);
- молодь віком 15—24 роки — 22,26 % (161 626 чоловіків, 157 990 жінок);
- дорослі віком 25—54 роки — 33,64 % (249 233 чоловіка, 233 703 жінки);
- особи передпохилого віку (55—64 роки) — 4,26 % (24 229 чоловіків, 36 968 жінок);
- особи похилого віку (65 років і старіші) — 3,84 % (21 582 чоловіка, 33 580 жінок)[1].

## Розселення
Густота населення країни 2015 року становила 74,8 особи/км² (136-те місце у світі).

### Урбанізація
Свазіленд середньоурбанізована країна. Рівень урбанізованості становить 21,3 % населення країни (станом на 2015 рік), темпи зростання частки міського населення — 1,32 % (оцінка тренду за 2010—2015 роки).
Головні міста держави: Мбабане (столиця) — 66,0 тис. осіб (дані за 2014 рік).

### Міграції
Річний рівень еміграції 2015 року становив 0 ‰ (82-ге місце у світі). Цей показник не враховує різниці між законними і незаконними мігрантами, між біженцями, трудовими мігрантами та іншими.
Свазіленд є членом Міжнародної організації з міграції (IOM).

## Расово-етнічний склад
| Етнічний склад (2015 рік) | Етнічний склад (2015 рік) | Етнічний склад (2015 рік) | Етнічний склад (2015 рік) | Етнічний склад (2015 рік) |
| ------------------------- | ------------------------- | ------------------------- | ------------------------- | ------------------------- |
| Етнос:                    |                           |                           | Відсоток:                 |                           |
| африканці                 | африканці                 |                           | 97%                       | 97%                       |
| європейці                 | європейці                 |                           | 3%                        | 3%                        |

Головні етноси країни: африканці — 97 %, європейці — 3 %.

### Українська діаспора
Українська громада Свазіленду є зовсім маленькою, вона складається з 6 осіб: 2 дорослих та 4 дітей, 3 з яких є афро-українцями.
Олена Дламіні народилася у Києві у 1965 році, за фахом вона архітектор, закінчила Київський інженерно-будівельний інститут, спеціальність — дизайн внутрішніх приміщень. У 1993 році, в Києві, вона одружилась із африканським студентом і принцом — Фелізве Дламіні, який в Державному університеті ім. Тараса Шевченка вивчав міжнародне право. Родина має трьох дітей: Тараса (1988), Стівена (1993) та Кріса (1998). З 2000 року Фелізве Дламіні обіймає посаду начальника Королівського протоколу, він контролює щоденний робочий графік короля Свазіленду Мсваті III. Олена Дламіні є власницею приватної фірми «Рамашка», яка займається архітектурою та дизайном внутрішніх приміщень.

## Мови
| Мови Свазіленду (2015 рік) | Мови Свазіленду (2015 рік) | Мови Свазіленду (2015 рік) | Мови Свазіленду (2015 рік) | Мови Свазіленду (2015 рік) |
| -------------------------- | -------------------------- | -------------------------- | -------------------------- | -------------------------- |
| Мова:                      |                            |                            | Відсоток:                  |                            |
| англійська                 | англійська                 |                            | %                          | %                          |
| сісваті                    | сісваті                    |                            | %                          | %                          |

Офіційні мови: англійська й сісваті.

## Релігії
| Релігії в Свазіленді (2009 рік) | Релігії в Свазіленді (2009 рік) | Релігії в Свазіленді (2009 рік) | Релігії в Свазіленді (2009 рік) | Релігії в Свазіленді (2009 рік) |
| ------------------------------- | ------------------------------- | ------------------------------- | ------------------------------- | ------------------------------- |
| Віросповідання:                 |                                 |                                 | Відсоток:                       |                                 |
| Церква Сіону                    | Церква Сіону                    |                                 | 40%                             | 40%                             |
| католики                        | католики                        |                                 | 20%                             | 20%                             |
| мусульмани                      | мусульмани                      |                                 | 10%                             | 10%                             |
| інші                            | інші                            |                                 | 30%                             | 30%                             |

Головні релігії й вірування, які сповідує, і конфесії та церковні організації, до яких відносить себе населення країни: Церква Сіону — 40 % (суміш християнства і традиційних племінних практик), римо-католицтво — 20 %, іслам — 10 %, інші — 30 % (англіканство, бахаїзм, методизм, мормони, юдаїзм).

## Освіта
Рівень письменності 2015 року становив 87,5 % дорослого населення (віком від 15 років): 87,4 % — серед чоловіків, 87,5 % — серед жінок.
Державні витрати на освіту становить 8,6 % ВВП країни, станом на 2011 рік (12-те місце у світі). Середня тривалість освіти становить 11 років, для хлопців — до 12 років, для дівчат — до 11 років (станом на 2013 рік).

## Охорона здоров'я
Забезпеченість лікарями у країні на рівні 0,17 лікаря на 1000 мешканців (станом на 2009 рік). Забезпеченість лікарняними ліжками в стаціонарах — 2,1 ліжка на 1000 мешканців (станом на 2011 рік). Загальні витрати на охорону здоров'я 2014 року становили 9,3 % ВВП країни (49-те місце у світі).
Смертність немовлят до 1 року, станом на 2015 рік, становила 52,57 ‰ (33-тє місце у світі); хлопчиків — 56,49 ‰, дівчаток — 48,53 ‰. Рівень материнської смертності 2015 року становив 389 випадків на 100 тис. народжень (36-те місце у світі).
Свазіленд входить до складу ряду міжнародних організацій: Міжнародного руху (ICRM) і Міжнародної федерації товариств Червоного Хреста і Червоного Півмісяця (IFRCS), Дитячого фонду ООН (UNISEF), Всесвітньої організації охорони здоров'я (WHO).

### Захворювання
Потенційний рівень зараження інфекційними хворобами у країні середній. Найпоширеніші інфекційні захворювання: діарея, гепатит А, черевний тиф, малярія, шистосомози (станом на 2016 рік).
2014 року зареєстровано 214,3 тис. хворих на СНІД (26-те місце в світі), це 27,73 % населення в репродуктивному віці 15—49 років (1-ше місце у світі). Смертність 2014 року від цієї хвороби становила 3,5 тис. осіб (41-ше місце у світі).
Частка дорослого населення з високим індексом маси тіла 2014 року становила 14,8 % (98-ме місце у світі); частка дітей віком до 5 років зі зниженою масою тіла становила 5,8 % (оцінка на 2014 рік). Ця статистика показує як власне стан харчування, так і наявну/гіпотетичну поширеність різних захворювань.

### Санітарія
Доступ до облаштованих джерел питної води 2015 року мало 93,6 % населення в містах і 68,9 % в сільській місцевості; загалом 74,1 % населення країни. Відсоток забезпеченості населення доступом до облаштованого водовідведення (каналізація, септик): в містах — 63,1 %, в сільській місцевості — 56 %, загалом по країні — 57,5 % (станом на 2015 рік). Споживання прісної води, станом на 2005 рік, дорівнює 1,04 км³ на рік, або 962,1 тонни на одного мешканця на рік: з яких 4 % припадає на побутові, 2 % — на промислові, 94 % — на сільськогосподарські потреби.

## Соціально-економічне становище
Співвідношення осіб, що в економічному плані залежать від інших, до осіб працездатного віку (15—64 роки) загалом становить 69,3 % (станом на 2015 рік): частка дітей — 63,2 %; частка осіб похилого віку — 6,1 %, або 16,5 потенційно працездатного на 1 пенсіонера. Загалом ці показники характеризують рівень затребуваності державної допомоги в секторах освіти, охорони здоров'я і пенсійного забезпечення, відповідно. За межею бідності 2006 року перебувало 69 % населення країни. Розподіл доходів домогосподарств у країні має такий вигляд: нижній дециль — 1,7 %, верхній дециль — 40,1 % (станом на 2010 рік).
Станом на 2013 рік, в країні 900 тис. осіб не має доступу до електромереж; 27 % населення має доступ, в містах цей показник дорівнює 40 %, у сільській місцевості — 24 %. Рівень проникнення інтернет-технологій низький. Станом на липень 2015 року в країні налічувалось 436 тис. унікальних інтернет-користувачів (137-ме місце у світі), що становило 30,4 % загальної кількості населення країни.

### Трудові ресурси
Загальні трудові ресурси 2013 року становили 446,1 тис. осіб (158-ме місце у світі). Зайнятість економічно активного населення у господарстві країни розподіляється таким чином: аграрне, лісове і рибне господарства — 70 %; промисловість, будівництво, сфера послуг — 30 %. Безробіття 2016 року дорівнювало 40 % працездатного населення (195-те місце у світі).

## Кримінал

### Торгівля людьми
Згідно зі щорічною доповіддю про торгівлю людьми (англ. Trafficking in Persons Report) Управління з моніторингу та боротьби з торгівлею людьми Державного департаменту США, уряд Свазіленду докладає значних зусиль у боротьбі з явищем примусової праці, сексуальної експлуатації, незаконною торгівлею внутрішніми органами, але законодавство відповідає мінімальним вимогам американського закону 2000 року щодо захисту жертв (англ. Trafficking Victims Protection Act's) не в повній мірі, країна перебуває у списку другого рівня.

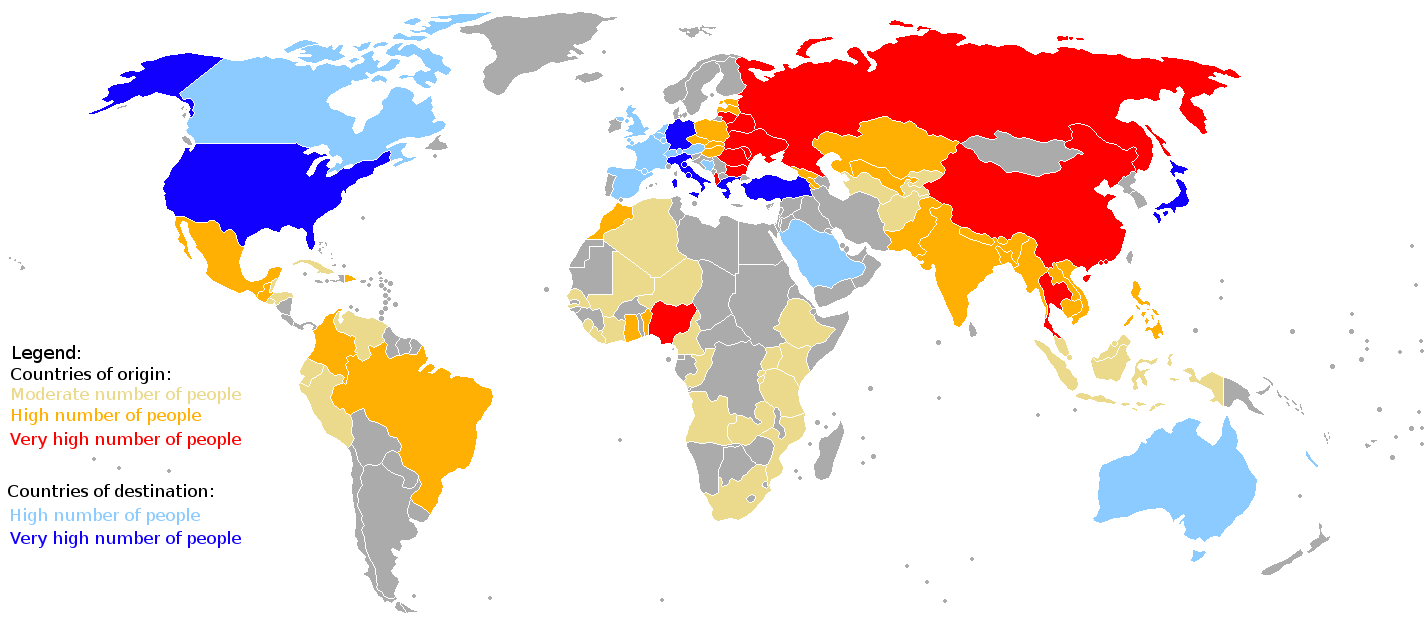
Країни-донори (червоний) і країни-реципієнти кримінальних потоків  (англ.)
Глобальна боротьба з торгівлею людьми (англ.)

## Гендерний стан
Статеве співвідношення (оцінка 2015 року):
- при народженні — 1,03 особи чоловічої статі на 1 особу жіночої;
- у віці до 14 років — 1,02 особи чоловічої статі на 1 особу жіночої;
- у віці 15—24 років — 1,02 особи чоловічої статі на 1 особу жіночої;
- у віці 25—54 років — 1,07 особи чоловічої статі на 1 особу жіночої;
- у віці 55—64 років — 0,66 особи чоловічої статі на 1 особу жіночої;
- у віці за 64 роки — 0,64 особи чоловічої статі на 1 особу жіночої;
- загалом — 1 особи чоловічої статі на 1 особу жіночої[1].

## Демографічні дослідження
Демографічні дослідження у країні ведуться рядом державних і наукових установ.

### Українською
- Атлас. 10—11 клас. Економічна і соціальна географія світу / упорядники :  О. Я. Скуратович, Н. І. Чанцева. — К. : ДНВП «Картографія», 2010. — ISBN 978-966-475-639-3.
- Атлас світу / голов. ред. І. С. Руденко ; зав. ред. В. В. Радченко ; відп. ред. О. В. Вакуленко. — К. : ДНВП «Картографія», 2005. — 336 с. — ISBN 9666315467.
- Безуглий В. В. Економічна і соціальна географія зарубіжних країн : Навчальний посібник. — К. : ВЦ «Академія», 2007. — 704 с. — ISBN 978-966-580-239-6.
- Безуглий В. В., Козинець С. В. Регіональна економічна і соціальна географія світу : Навчальний посібник. — видання 2-ге, доп., перероб. — К. : ВЦ «Академія», 2007. — 688 с. — ISBN 966-580-144-9.
- Головченко В. І., Кравчук О. Країнознавство: Азія, Африка, Латинська Америка, Австралія і Океанія. — К., 2006. — 335 с. — ISBN 966-8939-04-2.
- Гудзеляк І. І. Географія населення: Навчальний посібник / І. Гудзеляк. — Л. : Видавничий центр ЛНУ імені Івана Франка, 2008. — 232 с. — ISBN 978-966-613-599-8.
- Дахно І. І. Країни світу: Енциклопедичний довідник / І. І. Дахно, С. М. Тимофієв. — К. : Мапа, 2011. — 606 с. — (Бібліотека нового українця) — ISBN 978-966-8804-23-6.
- Дахно І. І. Економічна географія зарубіжних країн : навчальний посібник. — К. : Центр учбової літератури, 2014. — 319 с. — ISBN 978-611-01-0682-5.
- Джаман В. О. Регіональні системи розселення: демографічні аспекти. — Чернівці : Рута, 2003. — 392 с. — ISBN 9665685988.
- Дорошенко Л. С. Демографія: Навчальний посібник. — К. : МАУП, 2005. — 112 с. — ISBN 966-608-442-2.
- Дубович І. А. Країнознавчий словник-довідник. — 5-те вид., перероб. і доп. — К. : Знання, 2008. — 839 с. — ISBN 978-966-346-330-8.
- Економічна і соціальна географія країн світу. Навчальний посібник / За ред. Кузика С. П. — Л. : Світ, 2002. — 672 с. — ISBN 966-603-178-7.
- Загальна медична географія світу / В. О. Шевченко [та ін.] — К. : [б.в.], 1998. — 178 с.
- Книш М. М., Мамчур О. І. Регіональна економічна і соціальна географія світу (Латинська Америка та Карибські країни, Африка, Азія, Океанія) : навч. посіб. — Л. : ЛНУ ім. Івана Франка, 2013. — 368 с. — ISBN 978-617-10-0007-0.
- Крисаченко В. С. Динаміка населення: Популяційні, етнічні та глобальні виміри. — К. : Видавництво Національного інституту стратегічних досліджень, 2005. — 368 с. — ISBN 966-554-083-1.
- Любіцева О. О., Мезенцев К. В., Павлов С. В. Географія релігій. — К. : АртЕК, 1999. — 504 с. — ISBN 966-505-006-0.
- Масляк П. О. Країнознавство. — К. : Знання, 2007. — 292 с. — (Вища освіта XXI століття)
- Масляк П. О., Дахно І. І. Економічна і соціальна географія світу / П. О. Масляк, І. І. Дахно ; за ред. П. О. Масляка. — К. : Вежа, 2003. — 280 с. — ISBN 966-7091-53-8.

### Російською
- (рос.) Свазиленд // Демографический энциклопедический словарь / главн. ред. Валентей Д. И. — М. : Советская энциклопедия, 1985. — 608 с.
- (рос.) Свазиленд // Африка: энциклопедический справочник [в 2-х тт.] / гл. ред. А. Громыко. — М. : Советская энциклопедия, 1987. — Т. 2. — 671 с.
- (рос.) Свазиленд // Страны и народы. Африка. Восточная и Южная Африка / Редкол. : М. Б. Горнунг, Г. Б. Старушенко (отв. ред.) и др. — М. : «Мысль», 1981. — 269 с. — (Страны и народы) — 180 тис. прим.
- (рос.) Атлас народов мира / Отв. ред. С. И. Брук и В. С. Апенченко. — М. : ГУГК ГГК СССР и Институт этнографии им. Н. Н. Миклухо-Маклая АН СССР, 1964. — 185 с. — 20 тис. прим.
- (рос.) Численность и расселение народов мира. Этнографические очерки / под ред. С. И. Брука. — М. : Издательство АН СССР, 1962. — 487 с.
- (рос.) Лаппо Г. М. География городов: Учебное пособие для географических факультетов вузов. — М. : Туманит, изд. центр ВЛАДОС, 1997. — 476 с. — ISBN 5-691-00047-0.
- (рос.) Ягельский А. География населения. — М. : Прогресс, 1980. — 383 с.